# Phytometra olivacea
Phytometra olivacea là một loài bướm đêm trong họ Erebidae.